# جغرافیای هند

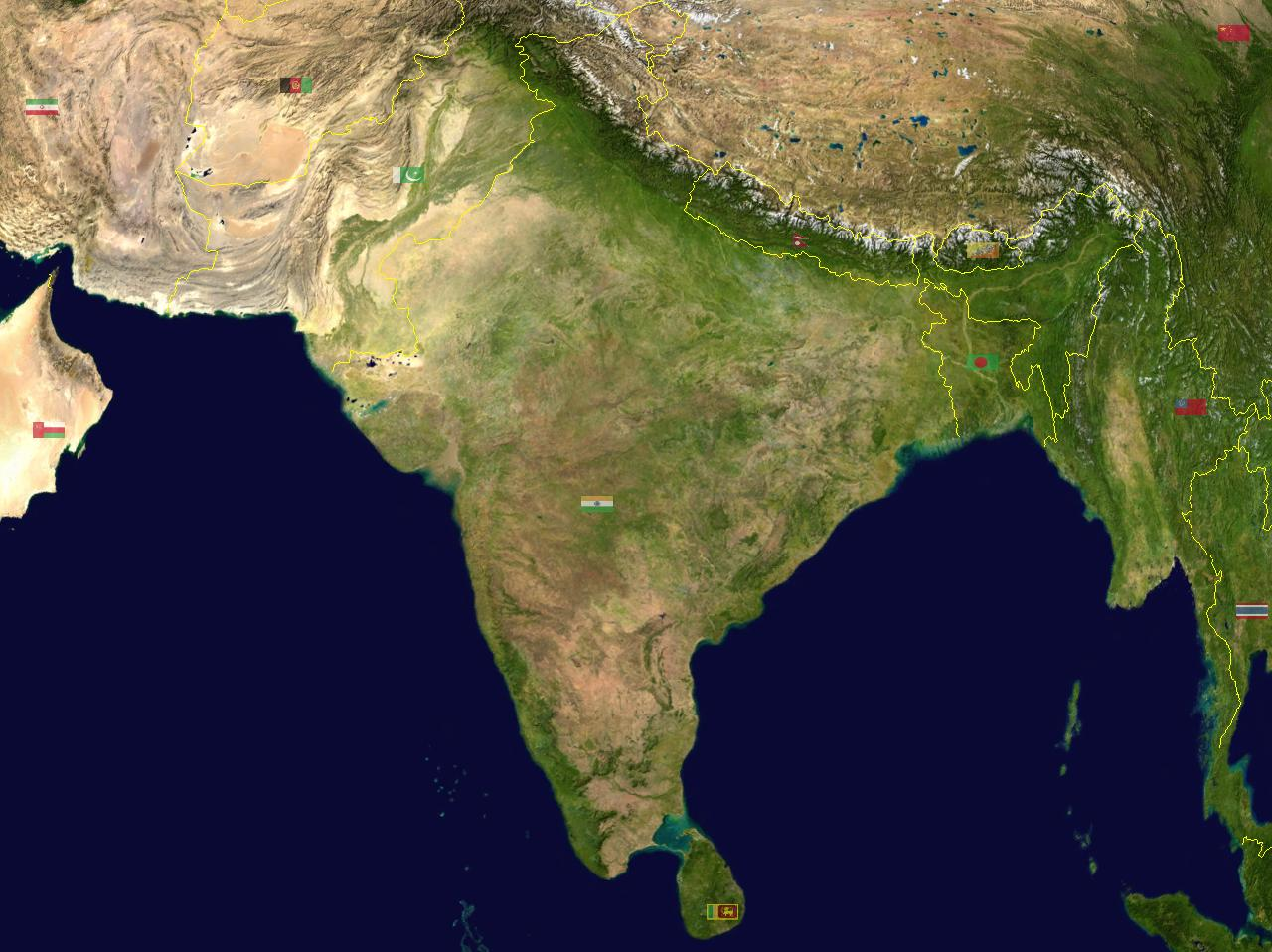
هند

هند یا هندوستان با نام رسمی جمهوری هندوستان (هندی: भारत गणराज्य؛ تلفظ: بْهَارَتْ گَنَرَاجْیَه) کشوری در جنوب آسیا است که پایتخت آن دهلی نو است. هند از شمال باختری با پاکستان؛ از شمال با چین، بوتان، نپال و تبت؛ و از شمال خاوری با برمه و بنگلادش همسایه‌است. همچنین هند از باختر با خلیج همیشه فارس(خلیج فارس)، از خاور با خلیج بنگال، و از جنوب نیز با اقیانوس هند مرز آبی دارد.
پهناوری هند ۳٬۴۰۲٬۸۷۳ کیلومتر مربع (هفتم در جهان، ۲ برابر ایران) است. بیشتر سرزمین هند پست و هموار است و رشته‌کوه هیمالیا که در شمال کشور قرار دارد باعث شده‌است که رطوبت و ابرهای باران‌زا به شمال آسیا نفوذ نکند و در نتیجه هند کشوری پرباران و مرطوب و دارای خاک بسیار حاصلخیز است. این موضوع باعث شده‌است که این کشور بتواند جمعیّت بسیاری را در خود جای دهد.
جمعیت هند ۱٬۲۱۰٬۱۹۳٬۴۲۲ نفر است که دومین کشور پرجمعیت دنیا پس از چین به‌شمار می‌آید. بندر بمبئی (مومبائی) با جمعیتی نزدیک به ۱۴ میلیون تن، پرجمعیت‌ترین شهر هند است. هند بیش از سی و پنج شهر بزرگ با جمعیت بالای یک میلیون تن دارد. بمبئی (مومبائی)، دهلی، کلکته، مدرس، بنگلور، حیدرآباد، اگرا، میسور، جی‌پور، گوا، پونا، بوپال، تریواندروم، سورات، کانپور و احمدآباد از شهرهای مهم این کشور پهناور هستند.

## پیشینه زمین‌شناختی

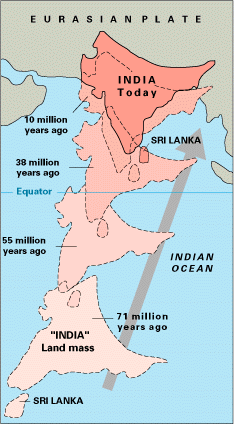
حرکت صفحه هند به مکان کنونی.

خاک هندوستان تماماً در صفحه زمین‌شناختی هند جای گرفته‌است، یک صفحه بزرگ تکتونیکی که هنگام جدا شدن از قاره باستانی گوندوانلند (زمینی باستانی، متشکل از قسمت جنوبی ابرقاره پانگه‌آ) شکل گرفته‌است. صفحه هند-استرالیا به دو صفحه هند و استرالیا تقسیم می‌شود. در حدود ۹۰ میلیون سال پیش، در اواخر دوره کرتاسه، صفحه هند با سرعت حدود ۱۵ سانتی‌متر در سال شروع به حرکت کرد. حدود ۵۰ تا ۵۵ میلیون سال پیش، در عصر ائوسن دوره نوزیستی، این صفحه پس از پیمودن مسافتی ۲۰۰۰ تا ۳۰۰۰ کیلومتری، با حرکتی سریع‌تر از هر صفحه شناخته‌شده دیگر، به آسیا برخورد کرد.
در سال ۲۰۰۷، زمین‌شناسان آلمانی به این نتیجه رسیدند که صفحه هند قادر است خیلی سریع حرکت کند، زیرا ضخامت آن نصف صفحات دیگری است که در گذشته گوندوانا را تشکیل داده بودند. برخورد هند با صفحه اوراسیا در امتداد مرز امروزی بین هند و نپال، کمربندی از کوه‌زایی ایجاد کرد که باعث پدید آمدن فلات تبت و هیمالیا شد. اکنون صفحه هند با سرعت ۵ سانتی‌متر در سال به سمت شمال شرق در حال حرکت است، در حالی که صفحه اوراسیا تنها ۲ سانتی‌متر در سال به سوی شمال حرکت می‌کند. از این رو هند به عنوان «پرسرعت‌ترین قاره» شناخته می‌شود. این امر باعث تغییر شکل صفحه اوراسیا می‌شود و صفحه هند هم با سرعت ۴ سانتی‌متر در سال درهم فشرده می‌شود.

## جغرافیای طبیعی
هند، بخش بزرگ جنوب آسیا و شبه قاره هند را به خود اختصاص داده‌است. این کشور با پاکستان، بنگلادش، نپال، بوتان، چین و برمه هم‌مرز است. جغرافیای هند به‌طور کلی به سه بخش تقسیم می‌شود:
فلات بلند هیمالیا، جلگه گنگ و شبه جزیره جنوب هند که مناطق مختلف کوهستانی، دره رودخانه‌ای، کویر، دشت و جنگل را در بر می‌گیرد. پائین‌ترین سطح هند، در اقیانوس هند، با ارتفاع صفر و بلندترین نقطه این کشور، قله کانچنجونگا، با ارتفاع ۸۵۶۸ متر در هیمالیا قرار دارد که سومین قله مرتفع جهان است.
جفرافیای هند بسیار متنوع است و کوه، بیابان، دشت، تپه و فلات را شامل می‌شود. آب و هوای این کشور از آب و هوای گرمسیری در جنوب تا آب و هوای معتدل در شمال متغیر است. مساحت ناحیهِ قابل کشت هند ۱٫۲۶۹٫۲۱۹ کیلومتر مربع (۷۸/۵۶٪ کل مساحت کشور) است که به دلیل رشد سوی جمعیت ر و افزایش شهرنشینی رو به کاهش است.
سطح نواحی پوشیده از آب در هند معادل ۳۱۴٫۴۰۰ کیلومتر مربع است و میانگین باران این کشور ۱٫۱۰۰ میلیمتر در سال است. بیش از ۹۲ درصد استفاده آب در هند برای مصارف آب‌رسانی است که در سال ۱۹۷۴ حدود ۳۸۰ کیلومتر مربع بود و بر اساس پیش‌بینی‌ها تا سال ۲۰۲۵ به سقف ۱٫۰۵۰ کیلومتر مربع می‌رسد که برابر با مصارف صنعتی و خانگی است. منابع آبی هند شامل رودخانه‌ها، کانال‌ها، آبگیرها، دریاچه‌ها و سواحل غربی و شرقی اقیانوس هند و سایر خلیج‌ها و خلیج کوچک برای بیش از ۶ میلیون نفر در بخش ماهیگیری اشتغال ایجاد کرده‌اند. هند ششمین کشور تولیدکنندهِ ماهی در سطح جهان و دومین تولیدکنندهِ ماهی بومی در سطح جهان است.
رودخانه‌های طویل هند، شامل: براهماپوترا و سند ۲۹۰۰ کیلومتر، گنگ۲۵۰۰ کیلومتر، گوداواری ۱۴۷۰ کیلومتر، یامونا ۱۳۷۰ کیلومتر، نارمادا ۱۳۰۰ کیلومتر و کریشنا ۱۲۹۰ کیلومتر هستند. هند از آب و هوایی بسیار متنوع بهره می‌برد، از شمال به رشته‌کوه‌های هیمالیا ختم می‌شود و رودخانه‌های متعددی که از این بلندی‌ها سرچشمه می‌گیرند هوایی بارانی و خاکی بارآور را به نواحی شمالی هند می‌بخشند. رودهای گنگ و براهماپوترا مهم‌ترین این رودخانه‌ها هستند که هر دو به خلیج بنگال سرازیر می‌شوند. هندوها همچنین رود گنگ را مقدس می‌دانند.
هند از زیست جانوری بسیار متنوعی بهره می‌برد، منطقه حفاظت شده‌ای به وسعت ۱۴۱۲ کیلومتر مربع در استان گجرات تنها پناهگاه باقی‌مانده حدود ۳۰۰ شیر آسیایی است. هند زیستگاه بسیاری از پستانداران بزرگ مانند فیل آسیایی، کرگدن تک شاخ و ببر می‌باشد. بیش از ۲۰۰۰ گونه پرنده و سه نوع تمساح در این کشور زندگی می‌کنند.

## آب و هوا
آب و هوای هند دارای تنوع بسیار قابل توجهی است و از کوهستان‌های همیشه پوشیده از برف هیمالیا تا منطقه گرمسیری میانه و جنوب و کویر خشک غرب این کشور را دربر می‌گیرد.

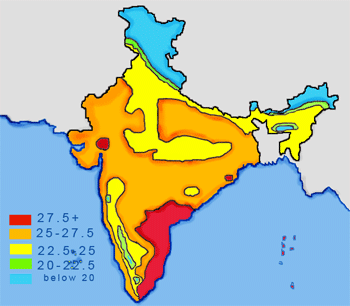
میانگین‌های دما در هند؛ واحدها به درجه سانتی‌گراد هستند

چهار فصل هند شامل: سرد وخشک از ماه دسامبر تا فوریه،  گرم و خشک از ماه مارس تا مه، فصل بارش از ماه ژوئن تا سپتامبر و معتدل در ماه‌های اکتبر و نوامبر است. به‌طور میانگین ۱۰۰۰ تا۱۵۰۰ میلمتر باران در سال، تقریباً سراسر هند را دربر می‌گیرد که این مقدار به ۲۵۰۰ میلیمتر در سواحل و ناحیه شمال شرقی هند می‌رسد. میانگین بارندگی سالانه در بنگال غربی به بیش از ۱۱هزار میلیمتر در سال می‌رسد.
بر اساس سامانه طبقه‌بندی اقلیمی کوپن، هند دارای شش زیرگروه بزرگ اقلیمی است، اعم از کویر خشک در غرب، سرددشت‌های کوهستانی و یخچال‌های طبیعی در شمال، و مناطق گرمسیری مرطوب که از جنگل‌های بارانی جنوب غرب و قلمروهای جزیره‌ای پشتیبانی می‌کنند.
هیمالیا به عنوان مانعی در جلوی وزش بادهای سرد پایین‌رو که از آسیای میانه می‌وزد، عمل می‌کند؛ بنابراین، شمال هند در طول زمستان گرم یا فقط معتدل خنک است. در تابستان، همین پدیده هند را نسبتاً داغ می‌کند. اگرچه مدار رأس‌السرطان، یعنی مرز بین مناطق استوایی و نیمه‌گرمسیری، از وسط هند می‌گذرد، کل این کشور گرمسیری در نظر گرفته می‌شود.
تابستان در بیشتر مناطق هند بین مارس و ژوئن ادامه دارد. دمای هوا می‌تواند در طول روز بیش از ۴۰ درجه سانتی‌گراد باشد و در مناطق ساحلی بیش از ۳۰ درجه سانتی‌گراد همراه با رطوبت زیاد. در منطقه بیابانی تار دما می‌تواند از ۴۵ درجه سانتی‌گراد فراتر رود. ابرهای موسمی باران‌زا به سامانه کم‌فشار ایجاد شده توسط کویر تار جذب می‌شوند. جبهه باران‌زای موسمی جنوب غرب به دو شاخه تقسیم می‌شود، یکی شاخه خلیج بنگال و دیگری شاخه دریای عرب.
شاخه خلیج بنگال در اوایل ماه ژوئن با گذر از شمال شرقی هند به سمت شمال حرکت می‌کند. شاخه دریای عرب به سمت شمال حرکت می‌کند و بخش اعظمی از باران خود را در سمت بادگیر گهات غربی فرومی‌ریزد. زمستان‌های شبه‌جزیره هند روزهای معتدل تا گرم و شب‌های خنکی دارد. در شمال هوا سردتر است. دمای هوا در بعضی از مناطق دشت‌های هند گاهی زیر نقطه انجماد می‌رود. بیشتر شمال هند در این فصل دچار مه‌گرفتگی می‌شود. بالاترین دمای ثبت شده در هند ۵۱ درجه سانتی‌گراد (۱۲۴ درجه فارنهایت) در فالودی راجستان بوده است. کمترین دمای کشور، منفی ۴۵ درجه سانتی‌گراد در کشمیر ثبت شده است.

## منابع طبیعی

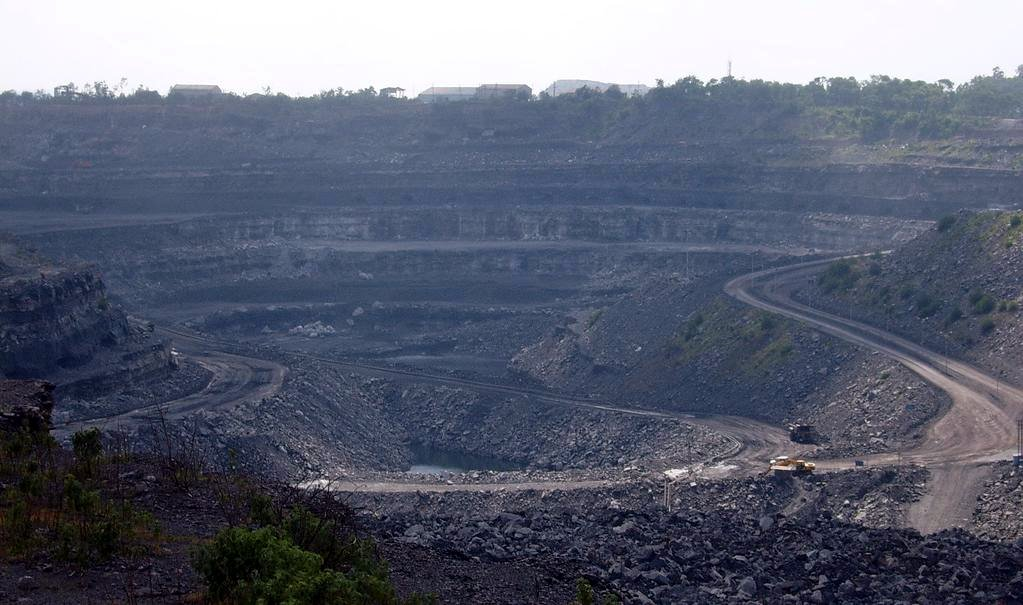
جغرافیای هند